# Yahoo! 360°
Yahoo! 360° era um portal de redes sociais e comunicação pessoal operado pelo Yahoo! disponibilizado em 2005. Ele permitia aos usuários criar sites pessoais, compartilhar fotos do Yahoo! Fotos, manter blogs e listas, criar e compartilhar um perfil público e ver quais amigos estavam online no momento.

## História
O Yahoo 360° foi lançado como um serviço somente para convidados em 16 de março de 2005. Após o lançamento completo em 24 de junho de 2005, ficou disponível para qualquer Yahoo! usuário com idade superior a 18 anos nos Estados Unidos, Reino Unido, França, Alemanha, Canadá, Austrália, Japão e Vietnã.[carece de fontes?]
De setembro de 2006 a setembro de 2007, o tráfego da web nos EUA visitando 360° caiu mais da metade. O serviço teve um apelo mais global do que alguns de seus colegas, mas suas visitas globais também tiveram uma queda significativa durante o mesmo período.
Em 16 de outubro de 2007, o Yahoo anunciou que não forneceria mais suporte ou executaria correções de bugs no Yahoo! 360°, pois pretendiam abandoná-lo no início de 2008 em favor de um "perfil universal" que seria semelhante ao Yahoo! Mash sistema experimental. Eles disseram, no entanto, que não seria substituído pelo próprio Mash.
Em 6 de maio de 2008, o Yahoo anunciou que tinha várias iniciativas centradas no Vietnã como parte de suas estratégias de negócios no Sudeste Asiático. Uma dessas iniciativas foram o Yahoo! 360° Plus Vietnam, um novo aplicativo de blog vietnamita.
Posteriormente, o Yahoo! O 360° Plus Vietnam foi lançado no Vietnã junto com outros novos serviços para o Yahoo! Vietnã como o Yahoo! Música (não está mais ativa desde 2009). Até o final de janeiro de 2010, o número de usuários registrados aumentou para 1.500.000.
Em maio de 2009, enquanto o serviço ainda estava no estágio beta de desenvolvimento, o Yahoo! anunciou que o Yahoo! 360° seria oficialmente fechado em 13 de julho de 2009, uma vez que os seus desenvolvedores pretendiam "concentrar seus esforços no novo perfil no Yahoo".

## Recursos
Recursos introduzidos com 360°:
- Temas - personalizados e pré-construídos
- Blogs (com feeds RSS)
- Listas - onde os usuários podem compilar interesses, filmes favoritos, livros etc.
- Feeds - onde os usuários podem incluir feeds RSS para si e para outros de fontes favoritas
- Fotos - os usuários podem compartilhar seus álbuns de fotos públicos no Flickr.com
- Explosões - postagens rápidas ou ideias que não são publicadas no blog nem arquivadas
- Depoimentos - "revise" e elogie os indivíduos
- Grupos - conecte-se a usuários que compartilham interesses semelhantes
- Atualizações de amigos - veja as atividades mais recentes dos amigos
- Comentários Rápidos - deixe mensagens curtas nas páginas de outras pessoas
- LAUNCHcast - compartilhe estações e gostos musicais
- Comentários do Yahoo! Local, Yahoo! Shopping, Yahoo! Travel e Yahoo! Games